# 451 (numero)
Quattrocentocinquantuno (451) è il numero naturale dopo il 450 e prima del 452.

## Proprietà matematiche
- È un numero dispari.
- È un numero composto da 4 divisori: 1, 11, 41, 451. Poiché la somma dei suoi divisori (escluso il numero stesso) è 53 < 451, è un numero difettivo.
- È un numero semiprimo.
- È un numero di Wedderburn-Etherington.
- È un numero decagonale e un numero decagonale centrato.
- È un numero fortunato.
- È un numero di Ulam.
- È un numero palindromo e un numero ondulante nel sistema di numerazione posizionale a base 18 (171).
- È parte delle terne pitagoriche (99, 440, 451), (451, 780, 901), (451, 2460, 2501), (451, 9240, 9251), (451, 101700, 101701).
- È un numero intero privo di quadrati.
- È un numero odioso.

## Astronomia
- 451P/Christensen è una cometa periodica del sistema solare.
- 451 Patientia è un asteroide della fascia principale del sistema solare.
- NGC 451 è una galassia spirale della costellazione dei Pesci.

## Astronautica
- Cosmos 451 è un satellite artificiale russo.

## Altri ambiti
- Fahrenheit 451 è un romanzo di fantascienza del 1953, scritto da Ray Bradbury.
- La E451 è una strada europea in Germania.